# Festuca serana
Festuca serana är en gräsart som beskrevs av Markgr.-dann. Festuca serana ingår i släktet svinglar, och familjen gräs.
Artens utbredningsområde är Moluckerna. Inga underarter finns listade i Catalogue of Life.